# Guldkalven

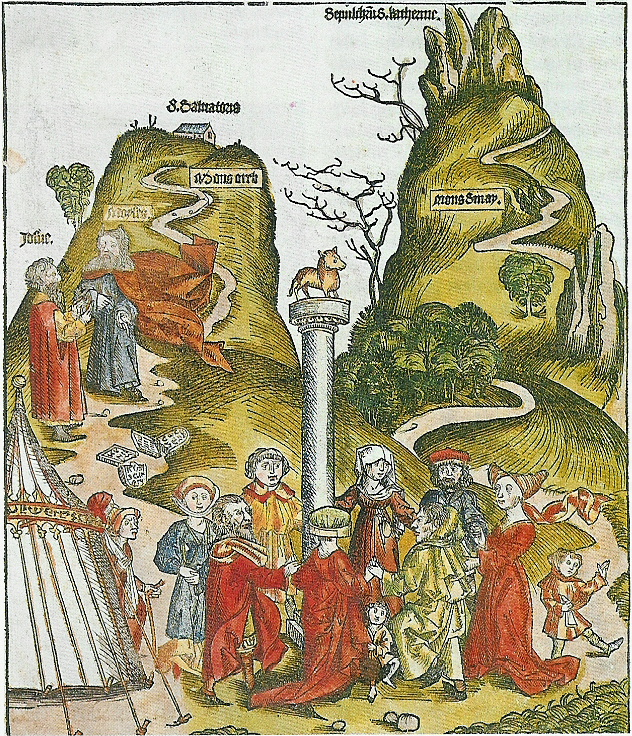
Dans runt guldkalven, målning från 1493

Berättelsen om guldkalven är ett exempel på vad som menas med avgudadyrkan. I Gamla Testamentet, Andra Moseboks 20 kapitel, sägs att man inte ska ha någon annan gud vid sidan av Gud och fortsätter med att förbjuda avbildning.
I Andra Moseboks 32 kapitel beskrivs hur Mose fick ta emot de tio budorden på Sinaiberget av Herren. Medan Mose varit uppe på berget bad folket Aron att göra en bild av deras Gud som de kunde tillbe. Aron tog då folkets smycken och göt en kalv i guld. Därefter offrade man till kalven och dansade till dess ära. När Mose kom ner från berget blev han bestört och brände den gjutna kalven och malde den till stoft.
Berättelsen om Mose och guldkalven återkommer i Koranen, sura 20:85-97.
I överförd betydelse är dansen kring den gyllene kalven jakten efter pengar.